# Boris Mouravieff
Pour les articles homonymes, voir Mouravieff.
Œuvres principales
- Gnôsis (1961-1965)
- Introduction à la Philosophie Ésotérique d'après la Tradition de l'Orthodoxie Orientale (2010)
- Écrits sur Ouspensky, Gurdjieff et sur la Tradition ésotérique chrétienne (2008)

Boris Mouravieff – transcription désuète de Mouraviov, Mouraviev, en russe : Муравьёв – (Kronstadt, 8 mars 1890 - Genève, 28 septembre 1966), est  connu pour ses travaux d'historien, ainsi que pour ses enseignements et écrits relatifs à l'ésotérisme chrétien. Il est l'auteur de la trilogie Gnôsis.

## Éléments biographiques

### Russie
Il est le deuxième des trois fils du comte Piotr Petrovitch Mouravieff, amiral et secrétaire d'État à la Marine de guerre impériale et comptait dans son ascendance le général prince Nicolas Mouravieff-Karski, André Mouravieff, le général comte Michel Mouravieff-Vilenski et le général comte Nicolas Mouravieff-Amourski.  
Breveté officier de l'École supérieure de la Marine impériale russe en 1910, Boris Mouravieff gravit les échelons en servant notamment de 1909 à 1912 à bord du cuirassé « Aurora » qui s'illustrera en 1917, donnant le signal de la Révolution bolchevique. Pendant la Première Guerre mondiale, il sert dans les forces navales de la mer Noire. En 1916-1917, lieutenant de vaisseau, il commande les flottilles de vedettes rapides lance-torpilles dont il avait été le concepteur et le promoteur.
À l'abdication de Nicolas II en mars 1917, il est promu capitaine de frégate à 27 ans, avant d'être nommé Chef de cabinet du ministre Alexandre Kerensky dans le premier gouvernement provisoire, dirigé par le prince Gueorgui Lvov. Il est ensuite nommé chef d'État-Major adjoint de la flotte de la mer Noire par Kerensky, devenu à son tour chef du gouvernement russe jusqu'à son renversement par les Bolcheviks, lors de la Révolution d'octobre de 1917.
Au lendemain de la paix de Brest-Litovsk, en 1918, il quitte les armes. Il demeure alors en Crimée pour se consacrer à des travaux archéologiques ainsi qu'à ses recherches ésotériques et historiques.
Dès sa jeunesse, Boris Mouravieff s'intéresse à la tradition de l'Orthodoxie orientale, aidé par des indications laissées par Andréi Mouravieff, son grand-oncle (mort en 1874), qui fut le fondateur d'un ermitage, St. André (skite), l'un des grands monastères orthodoxes du Mont Athos. Ce dernier avait entrepris des recherches en Égypte, en Arménie, au Kurdistan et jusqu'en Perse pour retrouver des traces de cette tradition et des manuscrits des premiers siècles de notre ère.
À la fin de 1920, Boris Mouravieff quitte définitivement la Russie pour Constantinople puis la Bulgarie, jusqu'en 1924.

### Exil
À Constantinople, en 1920-21, Boris Mouravieff assiste aux conférences publiques données par  Ouspensky. C'est là que ce dernier met Boris Mouravieff en rapport avec  Gurdjieff, avec lequel il aura par la suite plusieurs contacts, à Fontainebleau et à Paris, sans pour autant avoir été son disciple. Pendant de nombreuses années, Boris Mouravieff et P. D. Ouspensky, liés par une amitié fondée sur un même esprit de recherche, seront amenés à approfondir et à confronter leurs travaux à l'occasion de leurs rencontres à Paris ou à Londres. Ils se rencontreront pour la dernière fois au château de Lyne, près de Londres, en mai 1937. Boris Mouravieff précise la nature de ses liens avec Ouspensky et G. I. Gurdjieff dans une étude publiée en 1957 : « Ouspensky, Gurdjieff et les Fragments d'un enseignement inconnu » (in Revue « Synthèses », Bruxelles No 138). Cet article est repris dans un ouvrage paru chez Dervy en septembre 2008 sous le titre Écrits sur Ouspensky, Gurdjieff et sur la Tradition ésotérique chrétienne.

### France
En 1924, Boris Mouravieff arrive en France en qualité de réfugié. Il réside d'abord à Paris, puis s'installe à Bordeaux. En 1935, il fait la connaissance de Larissa Bassof-Volkoff, née en 1901 à Tachkent, en Ouzbékistan. Elle est ballerine et mère d'un enfant issu d'un premier mariage, Boris Vsevolod Volkoff, né en 1928 à Neuilly. Boris Mouravieff l'épouse en 1936 et tous trois s'installent à Paris la même année.
Depuis 1921, Boris Mouravieff poursuit ses recherches relatives à l'histoire politique et diplomatique de la Russie, et en particulier à Pierre le Grand, qui donneront lieu à la publication de plusieurs ouvrages.
Jusqu'en 1941, il travaille comme ingénieur-conseil pour diverses firmes pétrolières, tout en consacrant son temps libre à ses recherches historiques, ainsi qu'à la tradition ésotérique de l'orthodoxie orientale.
Le 11 juin 1940, Boris Mouravieff quitte Paris pour gagner le Midi de la France, à Carry-le-Rouet où s'était replié la firme qui l'employait. Il s'installe ensuite à Aix-en-Provence jusqu'en juillet 1943, et enfin en Haute-Savoie, à Neuvecelle, au-dessus d'Evian. Refusant de collaborer avec les Allemands, il est arrêté début 1944 par la Gestapo, interné à Annemasse, puis relâché sous surveillance.

### Suisse
C'est alors que les résistants de la Gendarmerie Française du département organisent sa fuite et celle de sa famille le 9 mars 1944 pour la Suisse. Reçus comme réfugiés, Boris et Larissa Mouravieff sont d'abord assignés à résidence dans un camp de réfugiés à Randa en Valais. À la fin de la guerre, ils sont autorisés à s'installer à Genève dans un établissement dénommé « Home pour réfugiés intellectuels », en attendant d'occuper un appartement en ville.
Boris Mouravieff a 55 ans. Il lui faut de nouveau repartir de zéro. Sa situation matérielle est précaire : il gagne difficilement sa vie au moyen de leçons et de traductions industrielles.
Dès avril 1945, Boris Mouravieff sollicite son inscription en qualité d'étudiant à l'Institut de Hautes Études internationales à Genève. En 1951, il obtient le diplôme de cet institut pour son ouvrage : « L'Alliance russo-turque au milieu des guerres napoléoniennes ». 
Vers la même époque, sa femme ouvre l'« École de danse classique Larissa Mouravieff », qu'elle dirigera pendant un quart de siècle. Au début, Boris Mouravieff y participe en accompagnant les cours, au piano.
Durant cette période, il entreprend un travail de formalisation de la tradition ésotérique chrétienne de l'orthodoxie orientale. Il envisageait initialement une présentation de cette doctrine sous forme romanesque (manuscrit inachevé : « Initiation - La vie et les rêves de Boris Kouratov »).

### Enseignement
En avril 1955, Boris Mouravieff devient privat-docent à l'Université de Genève où il donne deux cours jusqu'en 1961, l'un concernant l'histoire de la Russie avant 1917 et l'autre la philosophie ésotérique. Ce dernier cours s'intitulera précisément : « Introduction à la philosophie ésotérique d'après la tradition ésotérique de l'Orthodoxie orientale ». Il réunira régulièrement entre dix et trente étudiants. Le discours introductif de l'année universitaire 1956 ayant eu pour thème le « Problème de l'Homme nouveau » sera publié par la revue « Synthèses ». D'autres articles succéderont à cette première publication.
L'enseignement dispensé à l'Université de Genève servit de base à la rédaction de son œuvre maîtresse, Gnôsis , dont le premier tome fut publié en avril 1961 par les éditions « La Colombe » à Paris. La maîtrise et la clarté de l'exposé furent reconnues et l'ouvrage obtint l'année suivante le prix de littérature ésotérique Victor-Émile Michelet. Esprit rigoureux et concret, Boris Mouravieff présente et commente, au travers de cette œuvre, la tradition ésotérique de l'Orthodoxie orientale dans un langage clair et accessible à une personne cultivée de notre temps.
Cette même année 1961, Boris Mouravieff crée le Centre d'Études Chrétiennes Esotériques (C.E.C.E.), basé à Genève, qu'il préside et anime jusqu'à sa mort. Le but principal assigné au C.E.C.E. était de contribuer à la formation de l'Homme nouveau que Boris Mouravieff appelait de ses vœux, dans une période historique critique − la nôtre − qu'il qualifiait de 
« période de transition », entre un cycle qui s'achève et un nouveau cycle, porteur de promesses autant que de lourds dangers.
À la suite de la publication du tome I de Gnôsis, Boris Mouravieff reçoit une volumineuse correspondance. Il ne se contente pas de répondre aux personnes intéressées par l'enseignement divulgué dans Gnôsis : il encourage la constitution de groupes d'études qui voient le jour à Genève, Paris, Lille, Bruxelles, Le Caire, au Congo, etc. Ces groupes, constitués sous l'égide du C.E.C.E., avaient pour but d'approfondir en commun la doctrine exposée dans Gnôsis. 
En 1962, Boris Mouravieff prend congé de l'Université de Genève pour se consacrer totalement aux activités du Centre et à la rédaction des deux derniers volumes de la trilogie de Gnôsis. Le tome II paraît en 1962, le tome III en 1965.
Dans le cadre du C.E.C.E., Boris Mouravieff voit son audience élargie à de multiples groupes dont il suit le travail, répondant personnellement au questionnement collectif ou individuel de leurs membres. Des visites soutiendront l'activité de certains groupes tels que Paris, Lille ou Bruxelles. Il effectue de même, un voyage en Grèce en juillet 1964 (Une traduction de Gnôsis en grec est réalisée à la suite de ce voyage).
Pour informer les groupes et coordonner leur travail, des « Bulletins d'information » sont périodiquement publiés par le C.E.C.E. à l'intention des membres. Le développement de l'activité du C.E.C.E. fut rendu possible grâce à un mécénat qui permit de disposer des moyens matériels nécessaires. 
Les dernières années de la vie de Boris Mouravieff sont consacrées à cette activité d'enseignement. Dans une perspective d'éclaircissement, d'approfondissement et d'application pratique, il entreprend la rédaction d'un « Recueil de Notes sur l'enseignement chrétien ésotérique : Les Stromates », à l'imitation de Clément d'Alexandrie. Avec ces Stromates, regroupés sous le titre général de « l'Art de Vaincre », Boris Mouravieff engage un vaste et ambitieux projet. Il s'agissait de compléter l'enseignement donné dans Gnôsis par des éléments pratiques répondant aux questions que l'étude de la doctrine suscitait chez les étudiants. Le premier chapitre paraît en 1966. Deux autres chapitres seront publiés à titre posthume.

### Décès
Cette activité intense retentit sur l'état de santé de Boris Mouravieff. En mars 1965, déjà, une crise cardiaque lui impose un court repos à Cannes. En juin 1966, il est terrassé par une crise de rhumatisme articulaire accompagné de fortes douleurs qui l'obligent à vivre alité.
Boris Mouravieff meurt à Genève d'une crise cardiaque, le 28 septembre 1966, à 20h15, à l'âge de 76 ans. Il repose au cimetière Saint-Georges, à Genève.
Le C.E.C.E. cesse ses activités peu de temps après le décès de son fondateur.

### Postérité
Sa veuve, Larissa Mouravieff fait paraître en 1968 et 1970 les chapitres 2 et 3 du premier « Stromate ». Elle veille sur les archives du Centre et, en 1988, les fait déposer à la Bibliothèque Publique et Universitaire de Genève avant de partir au Canada rejoindre son fils. Larissa Mouravieff décède à Montréal le 26 septembre 1989, laissant Boris Vsevolod Volkoff, seul héritier des droits. Au décès de ce dernier, en mars 2012, les archives restantes sont remises à la Bibliothèque de Genève (BGE, département des manuscrits), où a été constitué un fonds Mouravieff, consultable par les chercheurs qui en font la demande.

### Histoire politique et diplomatique
- L'histoire de Russie mal connue (épuisé).
- Le Testament de Pierre le Grand, légende et réalité, à la Baconnière, Collection « L'évolution du monde et des idées ». Neuchâtel, 1949.
- Le Problème de l'Autorité super-étatique, à la Baconnière, Collection « L'évolution du monde et des idées ». Neuchâtel, 1950.
- "L'Histoire a-t-elle un sens ?", « La Revue suisse d'Histoire », tome IV, fasc. 4, 1954.
- L'Alliance russo-turque au milieu des guerres napoléoniennes, à la Baconnière, Collection * L'évolution du monde et des idées, Neuchâtel, 1954. (Diplôme des Hautes Études Internationales).
- "Sainte-Sophie de Constantinople", Revue « Synthèses », no 167, Bruxelles, mai 1960*.
- La Monarchie Russe, Payot, Paris, 1962.

### Philosophie ésotérique
- Gnôsis, Étude et commentaires sur la tradition ésotérique de l'Orthodoxie orientale. 
  - Tome I (cycle exotérique). La Colombe, Paris, 1961, À la Baconnière, Neuchâtel, 1969 (nouv. éd. 2017), (Prix Victor-Emile Michelet de Littérature ésotérique, 1962)
  - Tome II (cycle mésotérique). La Colombe, Paris, 1963, À la Baconnière, Neuchâtel, 1972 (nouv. éd. 2017)[2].
  - Tome III (cycle ésotérique). La Colombe, Paris, 1965, À la Baconnière, Neuchâtel, 1972 (nouv. éd. 2019).
- Gnôsis, traduit et paru en anglais. Great-Britain, Praxis Institut Press, 1990-1993:
  - Book One, Exoteric Cycle: Study and Commentaries on the Esoteric Tradition of Eastern Orthodoxy  (ISBN 978-1872292106) Praxis 01/06/1990
  - Book Two, Mesoteric Cycle: Study and Commentaries on the Esoteric Tradition of Eastern Orthodoxy  (ISBN 978-1872292113) Praxis 01/06/1992  
  - Book Three, Esoteric Cycle: Study and Commentaries on the Esoteric Tradition of Eastern Orthodoxy  (ISBN 978-1872292120) Praxis 01/05/1993
- Gnôsis, traduit et paru en grec. C.E.C.E., Genève-Athènes, 1965.
- Gnôsis, traduit et paru en espagnol. Ediciones Callao 737, Buenos-Aires, Argentina, 1989-1996.
- Gnôsis, Tome I, traduit et paru en arabe. Madbouly Bookshop, Le Caire, Égypte, 2000.
- Écrits sur Ouspensky, Gurdjieff et sur la Tradition ésotérique chrétienne, éditions Dervy Poche, Paris, septembre 2008.
- Introduction à la Philosophie Ésotérique d'après la Tradition de l'Orthodoxie Orientale, Éditions Arma Artis, 26160 La Bégude de Mazenc, 2010.
- Lumières sur Gnôsis, Recueil de correspondance et de textes inédits. La Quatrième Voie - La Cinquième Voie. Sélectionnés et présentés par l’Association Boris Mouravieff, À la Baconnière, Neuchatel, 2025, 452 p.

Articles
- "Du Pain quotidien", Revue « Rencontre Orient Occident », Genève, mars-avril 1956*.
- "Le Problème de l'Homme nouveau", Revue « Synthèses », no 126-127, Bruxelles, novembre / décembre 1956*.
- "Liberté, Égalité, Fraternité", Revue « Synthèses », no 129, Bruxelles, février 1957*.
- "Ouspensky, Gurdjieff, et les Fragments d'un Enseignement inconnu", Revue internationale « Synthèses », no 138, Bruxelles, novembre 1957*.
- "Le Substantiel et l'Essentiel", Revue « Synthèses », no 144, Bruxelles, mai 1958*
- "Les Croyances slaves pré-chrétiennes", Revue « Synthèses », no 161, Bruxelles, octobre 1959*.
- "L'Art de Vaincre. Les Stromates, Recueil de notes sur l'enseignement chrétien ésotérique". C.E.C.E., Genève, 1966, Larissa Mouravieff, Genève, 1968 et 1970*.

* Ces textes ont été regroupés sous le titre : Écrits sur Ouspensky, Gurdjieff et sur la Tradition ésotérique chrétienne, éditions Dervy Poche, Paris, septembre 2008. Réédition prévue en septembre 2025. 

### Ecrits faisant référence àGnôsiset/ou à Boris Mouravieff
- Robin Amis (en), "Mouravieff and the Secret of the Source", in: Gnosis, magazine, n.20, été 1991[3].
- Robin Amis, A Different Christianity, New York,  SUNY, Albany, 1995.
- Robin Amis, A Search of Esoteric Christianity, Devon, England, Praxis Institute Press, 1997.
- Christian Bouchet , Gurdjieff, coll. « Qui suis-je ? »,  Puisieux, Éditions Pardès, 2001.
- Antoine Faivre , in: Wouter Hanegraaff , Dictionary of Gnosis and Western Esotericism, Leyde, E.J. Brill, 2005, t. II.
- George Heart , Christianity : dogmatic Faith & Gnostic Vivifying Knowledge, Canada, Trafford Publishing, 2005.
- Pascal Ide , Les neuf portes de l'âme - L'Ennéagramme, Montrouge, Sarment-Éditions du Jubilé, 2007.
- James Moore , Gurdjieff, Paris, Éditions du Seuil, 1999.
- Henry Normand , Symboles universels et traditions vivantes, Les grandes voies initiatiques, Paris, Editions Geuthner, 1997.
- William Patrick Patterson (en) ,  Taking with the Left Hand, Enneagramm Craze, People of the Bookmark & the Mouravieff ‘Phenomenon', Fairfax, California, Arete Communications Publishers, 1998.
- Richard Smoley (en), Conscious Love: Insights from Mystical Christianity, San Francisco, Jossey-Bass, 2008.
- Richard Smoley , Inner Christianity : A Guide to the Esoteric Tradition, Boston, Shambhala, 2002.
- Nicolas Tereshchenko (en), Gurdjieff et la quatrième voie,  Paris, Guy Trédaniel Éditeur, 1991.
- «La voie de René Daumal, du Grand Jeu au Mont Analogue», Hermès, Bruxelles, N. 5, 1964-1967.